# Partito del Popolo (Stati Uniti d'America, 1971)
Il Partito del Popolo fu un partito politico statunitense fondato nel 1971 da diversi individui e partiti politici locali e statali, tra cui il Peace and Freedom Party, il Commongood People's Party, il Country People's Caucus, lo Human Rights Party, la Liberty Union, il New American Party, il New Party dell'Arizona e il No Party. Scopo del partito era presentare una piattaforma unitaria contro la guerra alle elezioni dell'anno seguente.